# Inštitut za metalne konstrukcije
Začetki Inštituta za metalne konstrukcije (IMK) segajo v leto 1948, ko je prof. dr. Miloš Marinček v okviru Visoke tehniške šole Univerza v Ljubljani ustanovil Inštitut za jeklene konstrukcije. Leta 1955 se je inštitut preselil v adaptirane prostore na Mencingerjevi 7, se preimenoval v IMK ter se kmalu vzpostavil kot zavod.
Osnovna dejavnost IMK je bila vse od ustanovitve dalje usmerjena v celovito obravnavanje problematike s področja metalnih konstrukcij, pri čemer so skladno s potrebo v praksi prevladovale jeklene konstrukcije.
Zaradi celovitega pristopa pri obravnavi jeklenih konstrukcij ter na osnovi izkazane strokovnosti se je IMK v relativno kratkem času od ustanovitve uveljavil na celotnem področju takratne Jugoslavije in sodeloval pri izgradnji mnogih velikih objektov državnega pomena. Državne investicije v okviru dolgoletnega razvojnega obdobje, ki je trajalo od konca 50-tih pa vse do začetka 80-tih let, so imele pozitiven vpliv tudi na razvoj in rast IMK.
Med pomembnejšimi objekti, kjer je IMK sodeloval omenimo Hala Tivoli in Železarno Jesenice (Acroni Jesenice).